# Annette Klug
Pour les articles homonymes, voir Klug.
Annette Klug est une fleurettiste allemande née le 24 janvier 1969 à Singen.

## Carrière
La fleurettiste ouest-allemande participe à l'épreuve de fleuret par équipe lors des Jeux olympiques d'été de 1988 à Séoul et est sacrée championne olympique avec ses partenaires Anja Fichtel-Mauritz, Zita-Eva Funkenhauser, Christiane Weber et Sabine Bau.